# بحيرة بيري
بحيرة بيري (بالإنجليزية: Berry Lake) هي بحيرة صناعية تقع في مقاطعة غوينيت في ولاية جورجيا في الولايات المتحدة. تبلغ مساحتها حوالي 1.8 كيلومتر مربع، ويصل أقصى عمق لها إلى 10 أمتار.

## الأنشطة
تشتهر البحيرة بصيد الأسماك والسباحة، وتعتبر مكانًا مفضلًا للتخييم والنزهات.